# Beloglottis laxispica
Beloglottis laxispica là một loài thực vật có hoa trong họ Lan. Loài này được Catling mô tả khoa học đầu tiên năm 1987.